# Tarbagan
De tarbagan (Marmota sibirica)  is een zoogdier uit de familie der eekhoorns (Sciuridae). De wetenschappelijke naam van de soort werd voor het eerst geldig gepubliceerd door Gustav Radde in 1862. De tarbagan komt voor in het zuiden van Siberië en het noorden van Centraal-Azië. Qua uiterlijk gelijkt de tarbagan op de bobakmarmot (Marmota bobak), die in de Oost-Oekraïense, Russische en Kazachse steppen leeft.

## Gedrag
Tarbagans zijn sociale dieren die vaak in groepen van 5 à 20 individuen per burcht overwinteren. Door in groepen te overwinteren houden ze hun lichaamswarmte langer vast. De torpor, een vorm van winterslaap, vindt doorgaans plaats vanaf september. De burchten worden afgesloten met aarde, takken, faeces, urine en bladeren voordat ze inactief worden. Tijdens de torpor laten tarbagans hun lichaamstemperatuur zakken tot circa 5 °C om energie te besparen. Als de lichaamstemperatuur een kritieke waarde bereikt laten ze deze weer stijgen tot de normale 37 °C. Vervolgens vallen ze opnieuw in slaap en zakt de lichaamstemperatuur opnieuw langzaam naar beneden. Jonge tarbagans overwinteren in hun eerste levensjaar nog bij de ouders. Na het ontwaken in april begint de paartijd. Jongen worden vanaf eind mei geboren na een draagtijd van 40 à 42 dagen. De worpgrootte ligt meestal tussen de vier en zes, maar bedraagt soms tot acht jongen.

## Rol van de tarbagan in het ecosysteem
Tarbagans zijn zogeheten sleutelsoorten, wat inhoudt dat hun invloed op de omgeving zeer groot is. Tarbagans zorgen voor doorluchting van de bodem en veranderen de vegetatiestructuur in hun omgeving. Ook graven tarbagans holen die worden gebruikt door zoogdieren als steppevos (Vulpes corsac), vos (Vulpes vulpes), manoel (Otocolobus manul) en enkele egelsoorten. Daarnaast vormen ze een belangrijke prooi voor roofvogels en wolven (Canis lupus). De holen en aardophopingen kunnen nog door vele andere dieren worden gebruikt. Ook gebruiken tarbagans en steppevossen soms tegelijktijdig dezelfde burcht. Steppevossen zijn in staat om zelf burchten te bouwen, maar het is waarschijnlijk efficiënter qua energie om gebruik te maken van tarbaganburchten. De burchten dienen meestal als schuilplaats voor grotere roofdieren als de rode vos en wolf.

## Biotoop, verspreiding en ondersoorten
De tarbagan komt voor op bergsteppen, rotshellingen, bergpassen en alpenweiden tussen 600 en 3.800 meter hoogte. Er worden twee ondersoorten wetenschappelijk erkend:
- Marmota sibirica sibirica (Radde, 1862) - Komt voor in Toeva, Transbaikalië, Hentigebergte, de steppen in het oosten van Mongolië, Heilongjiang en Binnen-Mongolië.[2]
- Marmota sibirica caliginosus (Bannikov & Skalon, 1949 - Komt voor in het Changaigebergte, Hövsgölgebergte, Mongoolse Altaj en Gobi-Altaj.[2] Plaatselijk overlapt het leefgebied van deze ondersoort in de Mongoolse Altaj met die van de verwante Altaimarmot (Marmota baibacina). Een nauwe strip waar de soorten sympatrisch voorkomen werd gevonden aan de bovenloop van de rivier Bujant Gol.[7]

## Status
De tarbagan is een bedreigde soort, die in Mongolië en Rusland sinds de jaren '90 sterk in aantal achteruit is gegaan. De soort wordt bejaagd om zijn vacht, vlees en lichaamsdelen. De afname was in Mongolië zo sterk dat er in 2005 en 2006 een verbod op de jacht op tarbagans gold. Tegenwoordig is de jacht in Mongolië toegestaan tussen 10 augustus en 15 oktober en is afhankelijk van de populatiegrootte. Op de Rode Lijst van de IUCN staat de tarbagan geclassificeerd als bedreigd.